# Jabłonka (Powiat Nowotarski)
Jabłonka (slowakisch und ungarisch Jablonka) ist ein Dorf im Powiat Nowotarski in der Woiwodschaft Kleinpolen in Südpolen. Es ist Sitz der gleichnamigen Landgemeinde mit etwa 18.500 Einwohnern.

## Geographie
Der Ort liegt am Fluss Czarna Orawa, der über die Orava und Waag in die Donau entwässert. Die Grenze zur Slowakei verläuft südwestlich in 5 km Entfernung.

## Geschichte
Der Ort liegt in der Landschaft Arwa, die bis 1918 zum Königreich Ungarn gehörte, aber nicht ohne polnische Einflüsse, als im Jahre 1368 im Ort vom polnischen König Kasimir dem Großen ein Zollamt gegründet wurde. Das Dorf wurde im Jahr 1558 auf Initiative des Besitzers der Arwa Franziskus I. Thurzo gegründet. Der Gründer und erste Schultheiß (Ortsvorsteher) wurde wahrscheinlich Sebastian Jabłonowski aus Jablunkov im Herzogtum Teschen. Das Dorf wurde ein administratives Zentrum für die Umgebung innerhalb der Arwa. Der Ort wurde im Jahre 1608 im religiösen Konflikt niedergebrannt. Im Jahre 1683 wurde der Ort zweimal vernichtet, und zwar von den Kuruzen von Emmerich Thököly und von den nach Wien marschierenden Truppen von Kazimierz Sapieha.
Im 16. und 17. Jahrhundert erfolgte in Arwa die Reformation und im Jahre 1595 wurde eine lutherische Gemeinde in Jabłonka errichtet. Ab 1651 gehörten Katholiken zur Pfarrei in Orawka, aber im Jahre 184 übernahm sie die örtliche Kirche, die eine Filialkirche von Orawka wurde. Die eigene Pfarrei wurde im Jahre 1787 errichtet (im Bistum Spiš, seit 1920 Bistum Krakau).
Im 19. Jahrhundert wurde Slowakisch die Sprache der Kirche und der Schule, aber die lokalen Goralen sprachen Goralisch, einen polnischstämmigen Dialekt. Im Jahre 1897 begannen polnische Aktivisten nationale Agitation. Im Jahre 1910 folgte die ungarische Verwaltung erstmals in der Volkszählung der polnischen Bitte und Goralisch wurde als Polnisch betrachtet. In diesem Jahre hatte das Dorf 2713 Einwohner, davon 36 ungarischsprachige, 51 deutschsprachige, 38 slowakischsprachige, 2588 anderssprachige (davon 2570 oder 94,7 % polnischsprachig), 2649 römisch-katholische, 7 evangelische, 1 unitarische, 56 Juden.
1918, nach dem Ende des Ersten Weltkriegs und dem Zusammenbruch der k.u.k. Monarchie, kam das Dorf als Jablonka zur neu entstandenen Tschechoslowakei. Auf Grund der Tschechoslowakisch-polnischen Grenzkonflikte im Arwa-Gebiet wurde der Ort 1920 dann aber der Zweiten Polnischen Republik zugesprochen. Zwischen den Jahren 1920 und 1925 gehörte er zum Powiat Spisko–Orawski, ab 1. Juli 1925 zum Powiat Nowotarski. Im Jahre 1921 hatte die Gemeinde 550 Häuser mit 2525 Einwohnern, davon 2512 Polen, 7 Deutschen, 6 anderer Nationalität (meistens Slowaken), 2481 römisch-katholische, 42 Juden, 1 griechisch-katholische, 1 evangelische.
Von 1939 bis 1945 wurde das Dorf ein Teil des Slowakischen Staates. Erst 1947 ließ die Tschechoslowakei ihre Ansprüche auf das Gebiet endgültig fallen.
Von 1975 bis 1998 gehörte Jabłonka zur Woiwodschaft Nowy Sącz.

## Sehenswürdigkeiten
- Kirche, gebaut 1802–1807

## Gemeinde
Die Landgemeinde (gmina wiejska) hat eine Fläche von 213,28 km². Hauptort und Sitz der Gemeindeverwaltung ist Jabłonka, daneben gehören weitere Dörfer und Siedlungen zur Gemeinde.

## Persönlichkeiten
- Ferdynand Machay (1889–1967), polnischer Priester und Nationalaktivist.[1]
- Tadeusz Jankowski (1930–2022), Skilangläufer